# エクスデス
- ファイナルファンタジーシリーズ > エクスデス
- ファイナルファンタジーシリーズ > 召喚獣 > エクスデス

エクスデス（Exdeath、X-death）は、スクウェア・エニックス（旧スクウェア）のコンピュータゲーム「ファイナルファンタジーシリーズ」に登場する架空のキャラクター。名前は、英語の綴り字そのままに「死を超えるもの」を意味している。ここでは「エクスデス」観点での紹介をしており、より詳しい経線については各該当項目を参照。

## 概要
初出は『ファイナルファンタジーV』の黒幕で最終ボスの1体である強力な暗黒魔道士。『ディシディア ファイナルファンタジー』にも登場する。
以降のファイナルファンタジーシリーズでは、『ファイナルファンタジータクティクスアドバンス』で「審判の霊樹エクセデス」、『ファイナルファンタジーXII』でも同名の召喚獣「審判の霊樹エクスデス」として登場する。

## ファイナルファンタジーV
本来の姿は樹木。仮の姿である暗黒魔道士エクスデスとしての容姿は水色の鎧を纏う大柄な人物（性別については記載が無い）となっており、本来の樹木の姿に戻った際も仮の姿の水色の鎧の上半身が頭に残っている。魔道士であるが、剣術も得意とし、柄の長い禍々しいデザインの剣を武器として使用している。「ファファファ」という独特の笑い方をする。500年前に封印された賢者ギード（容姿は亀）とは因縁が深いらしく、一騎討ちの際には「カメェェェッー！」と叫ぶなど、かなり激昂した様子を見せる。
1000年前の戦いの後、再び悲劇が起きないよう、世界の安定を保つクリスタルを分割することで世界を二つに分離、隣り合わせとなった世界の間に発生した次元の狭間に「無の力」は封じられた。これによって世界に平和が訪れたが、その後、基礎の文化が残る世界（通称・第2世界）のクリスタルが封印された森林地帯「ムーアの大森林」にある長老の木に、エヌオーの邪悪な心が約500年の時間をかけて群れ集まる。エヌオーの心が宿った木は魔物=エクスデスへと変貌、エヌオーの意思に導かれるままクリスタル獲得戦を仕掛けるも、賢者ギードによって封印された。
その後（『V』世界の30年前）、470年の時間をかけ封印を破ったエクスデスは、配下の勢力と共に獲得戦を再開するが、ガラフ、ゼザ、ドルガン、ケルガーたち暁の四戦士の抵抗に遭う。彼らの抵抗をかわし、先にもう一つの世界（主人公バッツたちの住む世界。通称・第1世界）にあるクリスタルを獲得しようとしたが、追ってきた暁の四戦士によって倒され、第1世界のクリスタルの力で再び封印される。
さらにその30年後（物語開始直前）。第1世界では第2世界で起きた戦いの記録などが紛失されており（一部は残っているものの、考古学や伝説扱い）、現住民たちによってクリスタルの力を強制解放する技術が開発され、発展していた。しかし、現住民たちはクリスタルの耐久性に問題があることに気がつかないまま分割前の力を引き出そうとしていたため、結果としてクリスタルは過負荷に耐え切れず、遂には一つ目の風のクリスタルが砕けてしまう。これによりエクスデスは力の一部を取り戻してタイクーン王を操り、クリスタルの心を継いだ4戦士（バッツたち）によるエネルギー使用の停止を妨害しながら残りの3つのクリスタルを全て破壊して完全復活を遂げ、故郷の森がある第2世界へ帰還した。
第2世界に帰還後はかつての居城を本拠として戦いを再開、バッツたちによってムーア大森林奥の長老の樹の中にあるクリスタルの封印が解かれると同時に姿を現し、支配下に置いたクリスタルを操って有利に立つも暁の四戦士のガラフの命をかけた抵抗によってクリスタルと共に撤退した（この時に1つ砕けている）。その後、本拠地最上階で主人公たちとの決戦となるが敗れると同時に残り3つのクリスタルを破壊、世界は再び一つに戻る。
世界の融合と同時に、「無の力」の封印も解ける。エクスデスは二つの世界が一つになった元の世界（通称・第3世界）で小さな棘に変化し、主人公たちの衣服に身を潜めて反撃を狙うが、次元の狭間から解き放たれた「無の力」がタイクーン城を飲みこんだ際に撤退。タイクーン城があった場所には次元の狭間の入り口が残され、そこから内部へと入り込み、1000年前から封じられていた太古の魔物たちを配下に加えながら「無の力」との接触を図る。その後、主人公たちが自身のもとへとたどり着いたのとほぼ時を同じくして「無の力」を手中に収め、本来の大樹としての姿をさらけ出して主人公たちに味方する人間のいる場所と主人公たちを「無」へと飲み込むが、暁の四戦士たちとタイクーン王の力によって「無」を抑え込まれ、そのままバッツ、レナ、ファリス、クルルに最後の戦いを挑む。しかし戦いの最中に今度はエクスデス自身が「無の力」に飲み込まれ、さらに「無の力」に支配されてしまい、エクスデスとしての精神すら完全に崩壊した「ネオエクスデス」へと変貌した。全ての記憶、全ての存在、全ての次元を消し、そして、自らも消えることを永遠に望み、手始めにバッツたちに襲い掛かるが、バッツたちによって完全に打倒され消え去った。
複数の部位がそれぞれ5万以上のHPを持つため、当時の『FF』史上では最もHPの多い最終ボスだった。様々なモンスターと融合したような姿で画面の半分以上を占める大きさを持つ。4つのパーツに分かれていて、それぞれがターンごとに特殊な攻撃を使う。固有の攻撃はプレイヤー全体をランダムな状態異常にする「グランドクロス」とパーティメンバー全員にHPダメージ+スリップの「アルマゲスト」である。また、エクスデスとの戦闘では他のボスとは異なる専用のBGMが流れ、このBGMはゲームボーイアドバンス版では新しく追加されたEXダンジョンのボス戦でも使用されている（ネオエクスデス戦のBGMも隠しボスのエヌオー戦で使用されている）。

### ディシディア ファイナルファンタジーでのエクスデス
『ディシディア』における二大勢力のうち「カオス陣営」の戦士として召還された。変わらず全てを「無」にしようとするが、カオス戦士としての自覚があるため、曲者揃いの陣営内で協調性を乱す=カオスの害になる人物には容赦が無い。
同じく召還された「コスモス陣営」のバッツとは敵対しているが実力は認めている。EXモードと呼ばれる形態では鎧に原作終盤のネオエクスデスを意識した装飾と配色がデザインされている。
声の担当は石田太郎（DFF、DDFF）→楠見尚己（アーケード版）。セリフ面では「無」に関連するものが多く、原作のセリフである「カメェェェッー！」も収録されている。

## ファイナルファンタジータクティクスアドバンス
異世界イヴァリースを守るために遣わされた五体の神獣のうちの一体。天秤座を守るヴィエラ族の守護神である。
ゲーム中では空間の歪みがなぜか主人公マーシュに呼び出されてプリズンに発生し、マーシュとシドとバブズを空間の狭間へと飛ばしてしまう。クリスタルにしか魔力が集中していなかったために神獣としての役割を果たせず、エクスデスの実をマーシュにつぶされクリスタルを破壊されたことによりマーシュを認め力を貸すようになる。大地の力を借りてヴィエラ族の敵を滅ぼす。

## ファイナルファンタジーXII
最古に創られた異形者で、天秤の座を司る闇の異形者。光の異形者である仲裁者ハルマルトと対である。世界を監視し、万事を判定する権限も持っていたが、無の存在として世界を監視し続けて、執着心がなくなった。達観した彼は、すべてを無に還そうとするが神々との戦いに敗れ、封印された。
ヴァンたちがモスフォーラ山地のある場所に行った場合、封印された彼の前に現れて戦闘となり、後に召喚獣となった。
消費ミストカートは2個。通常技は「コメット」。必殺技は「メテオ」。

### ファイナルファンタジーXII レヴァナント・ウィングでのエクスデス
ランクIIIの幻獣として登場。属性は土属性で飛行タイプとなっている。